# Leo Hirsch (Schriftsteller)

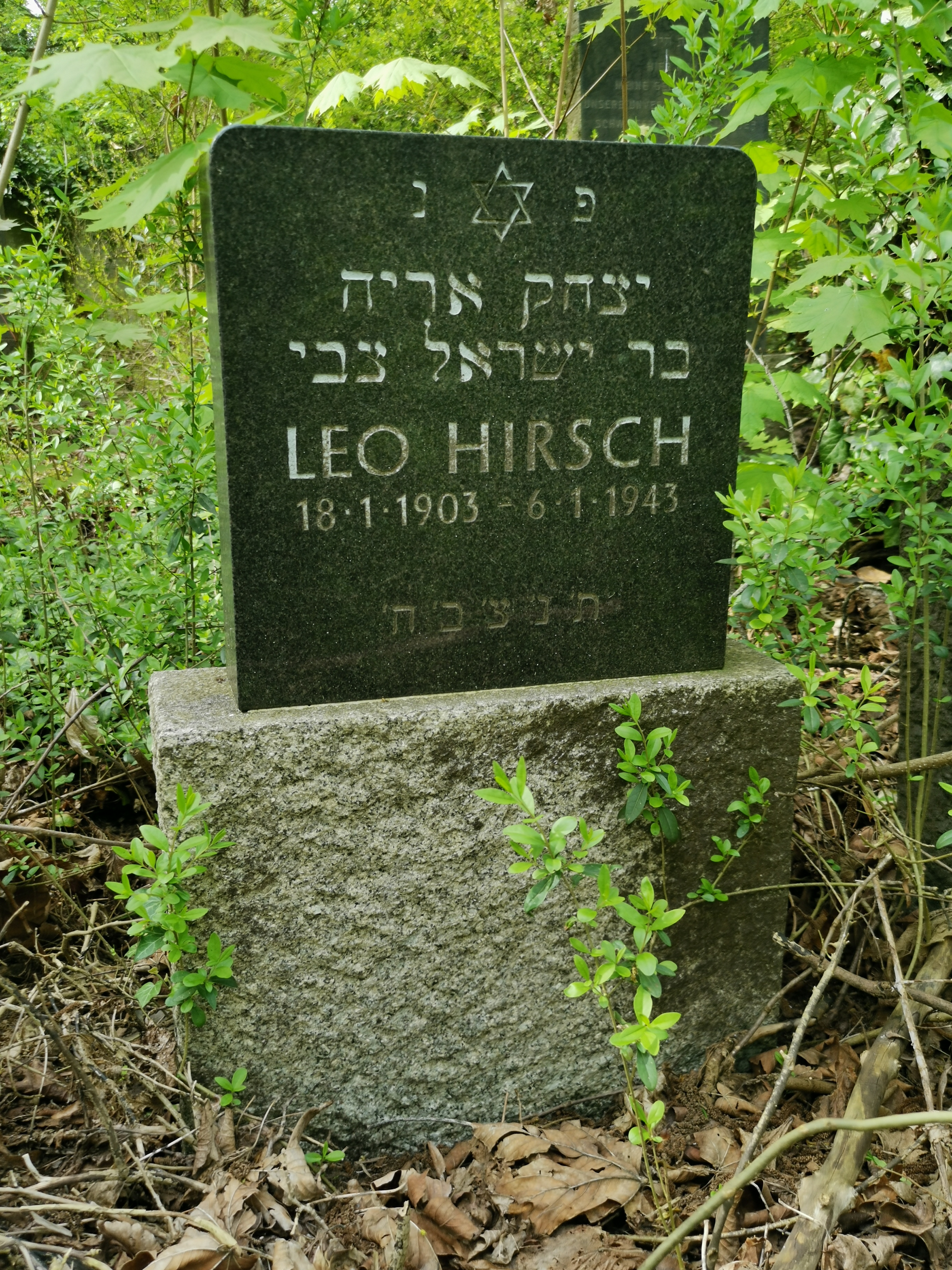
Grabstätte auf dem Jüdischen Friedhof Berlin-Weißensee, Feld A 6

Jizchak Arjei Leo Hirsch (geboren 18. Januar 1903 in Posen; gestorben 6. Januar 1943 in Berlin) war ein deutscher Journalist und Schriftsteller.

## Leben
Leo Hirsch war Sohn des Kolonialwarenhändlers Zwi Hirsch und der Bertha Selka. Er wuchs in die Kleinstadt Ostrowo auf, in der Deutsch, Polnisch und Jiddisch gesprochen wurde. Die Stadt wurde 1918 polnisch, wobei die Familie bei den Pogromen ihr Ladengeschäft verlor und nach Berlin flüchtete. Hirsch musste sein in München angefangenes Studium abbrechen und zum Familienunterhalt beitragen. Er arbeitete beim Berliner Mosse-Verlag als schlecht bezahlter Journalist  am Berliner Tageblatt.
Nach der Machtübergabe an die Nationalsozialisten arbeitete er im Feuilleton des Jüdischen Nachrichtenblatts, des letzten jüdischen Kommunikationsorgans, das in der Zeit des Nationalsozialismus in Berlin von 1938 bis 1943 erscheinen konnte. Hirsch war außerdem im Kulturbund Deutscher Juden tätig. Er starb – geschwächt durch schwere Zwangsarbeit – im Jüdischen Krankenhaus Berlin.
Sein erster Roman Vorbestraft, ist frei nach dem Ifa-Film Die Vorbestraften von Erich Kraft geschrieben, den Rudolf Meinert inszeniert hatte. „[....] schildert der Autor das trübe Schicksal eines aus dem Gefängnis entlassenen Arbeiters, der von den Unternehmern mit Mißtrauen betrachtet und von seinen Genossen ebenso als Außenseiter der Gesellschaft zurückgestoßen und von neuem auf die Bahn des Unrechts getrieben wird – im Innersten kein Verbrecher, sondern nur ein schuldloser, vom Schicksal gehetzter Mensch“. „Hirschs literarische Figuren scheitern an den sozialen Gegebenheiten einer Gemeinschaft, deren enge bürgerliche Schranken einer Entfaltung des Individuums keinen Raum mehr geben.“ Sein zweites Buch im selben Verlag, Die Dackellieder, enthält einige berühmt gewordene Gedichte, u. a. Romanze vom Wedding. Das letzte Gedicht endet:
Nur nicht solche Augen machen,

Wenn man schon im Dreck verreckt...

Tod ist unser Knalleffekt –

Hund! Du konntest niemals lachen?
Beide Bücher wurden von den Nationalsozialisten verboten.
Hirsch war auch Filmkritiker, und er steuerte für die beiden Filme Das Lied vom Leben 1930/1931 und Niemandsland (1931) die Liedtexte bei.

## Werke
- Die Elemente. O. Ullrich Verlag, Heilbronn 1927.
- Elisa Radziwill, die Jugendliebe Kaiser Wilhelms I. Ein historisch-psychologisches Lebensbild auf Grund neuer Quellen. Hädecke Stuttgart 1929.
- Vorbestraft. Roman. Merlin-Verlag, Baden-Baden 1929. Neuauflage: Westhafen Verlag, 2015, ISBN 978-3-942836-04-3.
- Die Dackellieder. Gedichte. Merlin-Verlag, Baden-Baden 1930.
- (zus. mit Egon Jacobssohn): Jüdische Mütter. Vortrupp-Verlag, Berlin [1936]. (u. a. über Glückel von Hameln, Gudula Rothschild, Frumet Mendelssohn, Betty Heine, Jeanette Herzl).
- Das Lichterhaus im Walde. Eine Erzählung für die jüdische Jugend. Illustrationen Ludwig Schwerin. Kedem, Berlin 1936.[9]
- Jecheskel Kotik: Das Haus meiner Großeltern. Übersetzung aus dem Jiddischen: Leo Hirsch. Schocken, Berlin 1936. (orig. Majne zikrônôt, Warschau 1913; Berlin 1922.)
- Gespräch im Nebel: Leibniz besucht Spinoza. Philo-Verlag, Berlin 1935. Digitalisat
- Praktische Judentumskunde. Eine Einführung in die jüdische Wirklichkeit für jedermann. Vortrupp Verlag, Berlin 1935. Neuauflage unter dem Titel: Jüdische Glaubenswelt. Hrsg. von Hans-Joachim Schoeps. Bertelsmann, Gütersloh 1962.